# Лондоновская глубина проникновения
Лондоновская глубина проникновения — характеристика сверхпроводника , которая определяет, насколько глубоко может проникнуть в него магнитное поле. Названа в честь Фрица и Хайнца Лондонов, которые в 1935 предложили уравнение Лондонов для описания магнитных свойств сверхпроводников.
Лондоновская глубина проникновения {\displaystyle \delta } определяется формулой
{\displaystyle \delta ={\sqrt {\frac {mc^{2}}{4\pi e^{2}n_{s}}}}}
где {\displaystyle \mathbf {m} } — масса электрона, {\displaystyle \mathbf {c} } — скорость света в вакууме, {\displaystyle \mathbf {e} } — заряд электрона, {\displaystyle n_{s}} —  плотность сверхпроводящей фракции электронов в сверхпроводнике. 
Затухание магнитного поля в глубину сверхпроводника определяется формулой
{\displaystyle \mathbf {B} =\mathbf {B} _{0}e^{-x/\delta }}
где {\displaystyle \mathbf {B} } — магнитная индукция на глубине {\displaystyle \mathbf {x} }, а вектор {\displaystyle \mathbf {B} _{0}} — параллельный поверхности сверхпроводника.
Затухание магнитного поля при проникновении в глубину сверхпроводника описывается данной формулой в том случае, когда глубина проникновения {\displaystyle \delta } гораздо больше длины когерентности.
Обычно лондоновская глубина проникновения имеет порядок 10-6 — 10-5 см.